# ایکسدن
ایکسدن (به هلندی: Eijsden) یک منطقهٔ مسکونی در هلند است که در ایسدن-مارخراتن واقع شده‌است. ایکسدن ۲۰٫۷۶ کیلومتر مربع مساحت و ۷٬۰۰۰ نفر جمعیت دارد.